# Барбанти (Пезаро и Урбино)
Барбанти је насеље у Италији у округу Пезаро и Урбино, региону Марке.
Према процени из 2011. у насељу је живело 23 становника. Насеље се налази на надморској висини од 396 м.